# Siti di lancio e atterraggio SpaceX

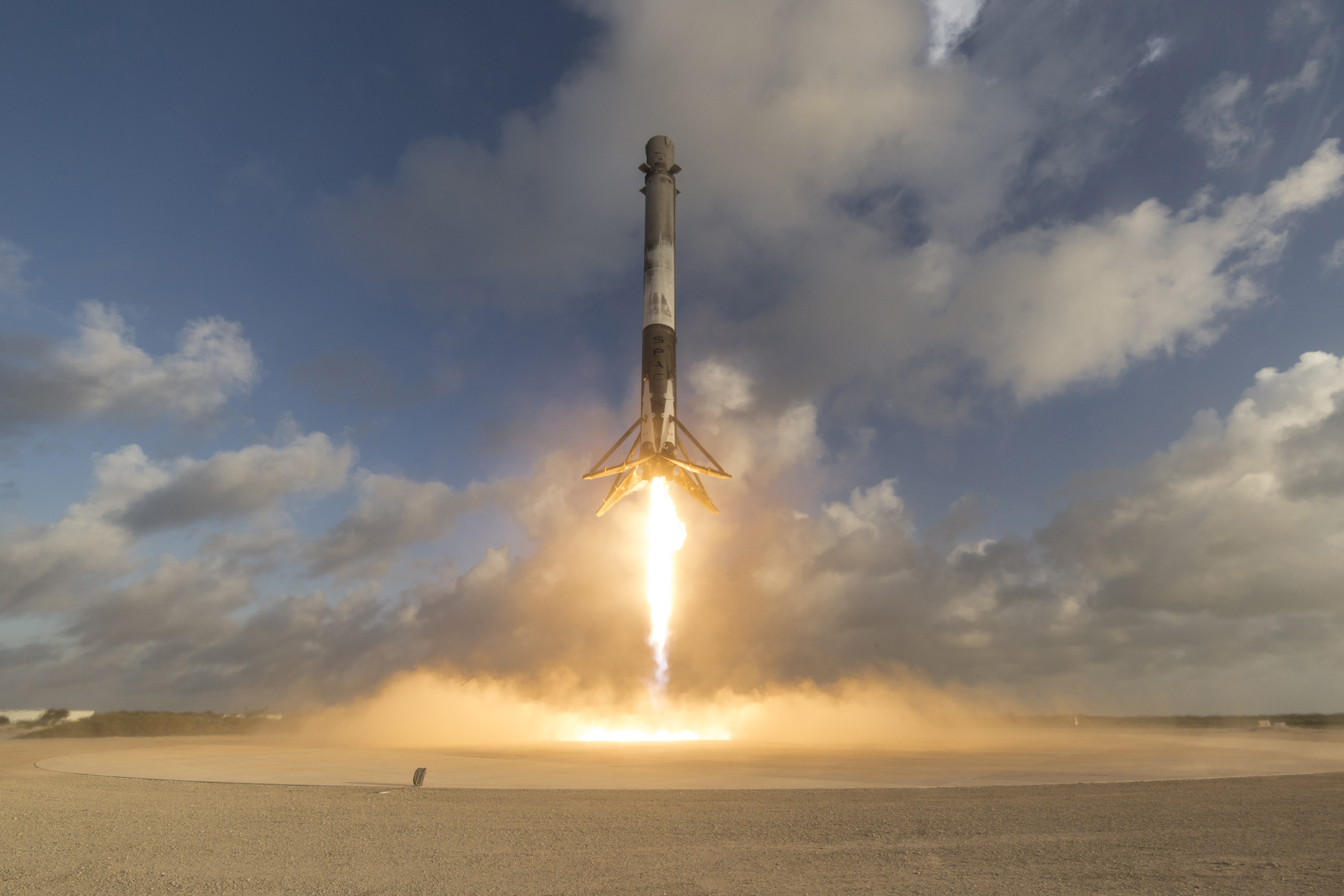
Il primo stadio della missione NROL-76 atterra sulla Landing Zone 1, presso la CCAFS.

La SpaceX impiega vari siti per le sue operazioni. Prima compagnia privata a recuperare i componenti di un lanciatore orbitale, ha dovuto adattare le sue infrastrutture per supportare tali operazioni. Al 2025 la SpaceX gestisce tre complessi di lancio: due in Florida per i lanci verso la ISS e dei satelliti geostazionari, e uno in California per i lanci in orbita polare; mentre utilizza un complesso di lancio dismesso della Cape Canaveral AFS, ora denominato Landing Zone 1, per recuperare gli stadi inferiori dei suoi vettori in grado di ritornare al luogo di lancio; per un utilizzo simile è in corso il ricondizionamento del complesso di lancio 4E presso la base militare di Vandenberg.
I lanci che non sono in grado di tornare al sito di lancio atterrano sull'Autonomous spaceport drone ship, una chiatta dislocata nel tratto di oceano lungo la traiettoria di lancio. Una volta recuperato lo stadio, esso viene fissato alla chiatta per essere riportato sulla terraferma.
In passato la SpaceX ha impiegato l'isola di Omelek per i lanci del Falcon 1, dopo il ritiro del vettore l'azienda abbandonò l'isola e rimosse tutte le infrastrutture.

## Siti di lancio

### Cape Canaveral AFS

#### Space Launch Complex 40
Il complesso di lancio 40 (Space launch complex 40, SLC-40), ex sito di lancio per i lanciatori Titan, è stato affittato dalla SpaceX per i lanci in LEO o verso l'orbita geostazionaria a partire dal 2010 ed è rimasto in servizio fino al 1 settembre 2016, quando un Falcon 9 è esploso durante il riempimento dei serbatoi di ossigeno liquido in preparazione a un test pre-volo distruggendo il carico utile e danneggiando gravemente il complesso. È previsto che le missioni riprendano nell'agosto 2017.

### Kennedy Space Center

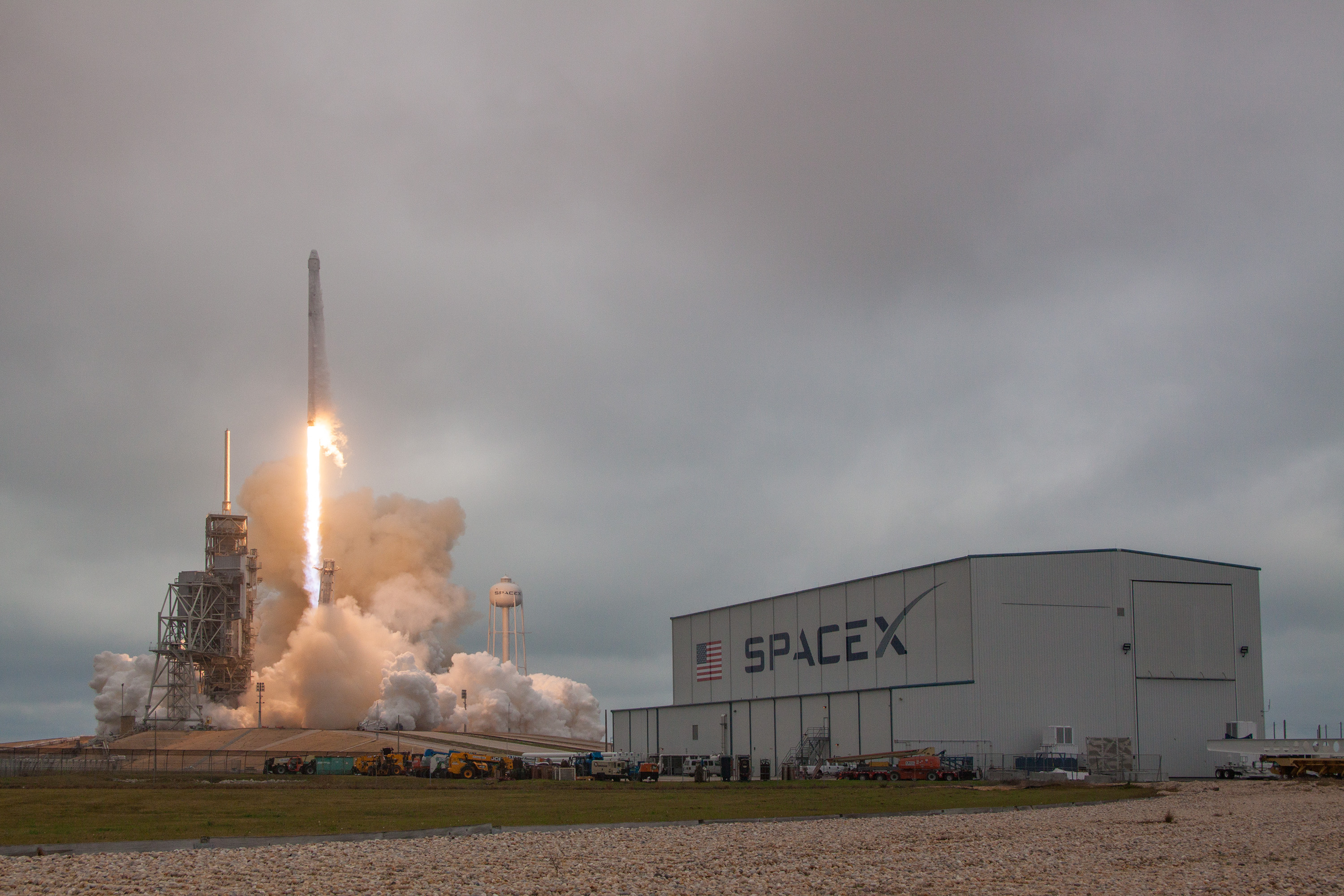
Decollo della missione CRS-10 dalla rampa 39A. In primo piano la struttura di integrazione orizzontale.

#### Launch Complex 39A
Il complesso di lancio 39A, storico complesso di lancio delle missioni Apollo e Space Shuttle, è stato concesso a SpaceX per i suoi lanci. La NASA ha scelto la società a seguito della decisione presa nel 2013 di affittare il complesso inutilizzato nel tentativo di ridurre i costi di mantenimento. L'obbiettivo di SpaceX era originariamente utilizzare la rampa esclusivamente per le sue future missioni con equipaggio umano, ma ha poi preferito destinarla sia per missioni umane sia per missioni automatiche.
I lavori di ristrutturazione sono cominciati nel 2013 e il contratto di affitto della durata di vent'anni è stato firmato con la NASA nell'aprile 2014. È stato costruito un edificio di integrazione verticale subito fuori dal perimetro del complesso per ospitare le operazioni di integrazione dei Falcon ed è stato installato un nuovo impianto di tubature per rifornire i serbatoi dei razzi.
Nel febbraio 2016 è stato annunciato che i lavori erano finiti e che il pad era pronto per il lancio del Falcon 9 Full Thrust, mentre il primo lancio è avvenuto nel febbraio 2017 a cui è seguito un atterraggio di successo sulla Landing Zone 1. Saranno necessari per ospitare i lanci col Falcon Heavy e missioni con equipaggio e avverranno quando il complesso di lancio 40 ritornerà in servizio, nell'Aprile 2017.

### Vandeberg AFB

#### Launch Complex 4E
Il complesso di lancio 4E, situato sulla costa occidentale degli Stati Uniti d'America, viene utilizzato per i lanci in orbita polare o eliosincrona. La SpaceX ha cominciato i lavori di ricondizionamento il 13 luglio 2011 e la prima missione, lanciata il 29 settembre 2013, ha rappresentato il volo inaugurale del Falcon 9 v1.1.

### Siti abbandonati

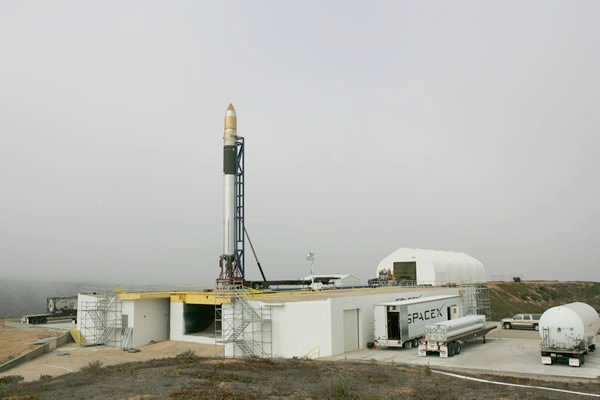
Il Falcon 1 durante il suo unico utilizzo del complesso di lancio 3

#### Vandenberg LC 3W
Il complesso di lancio 3W della base di Vandenbeg doveva supportare i lanci del Falcon 1, ma per problemi logistici fu abbandonato solo dopo un test di accensione nel 2005: la traiettoria di lancio avrebbe infatti sorvolato altre rampe occupate per mesi da razzi della US Air Force in attesa del lancio, concedendo alla SpaceX finestre di lancio troppo strette, ciò portò la compagnia a scegliere l'isola di Omelek per i suoi primi lanci.

#### Omelek Island
Omelek Island, parte del Ronald Reagan Ballistic Missile Defense Test Site fu usata da SpaceX per lanciare i cinque voli del Falcon 1 dal 2006 al 2009. Con il ritiro del Falcon 1 la SpaceX ha lasciato l'isola dopo aver rimosso tutte le strutture.

## Siti di atterraggio

### In uso

#### Landing Zone 1

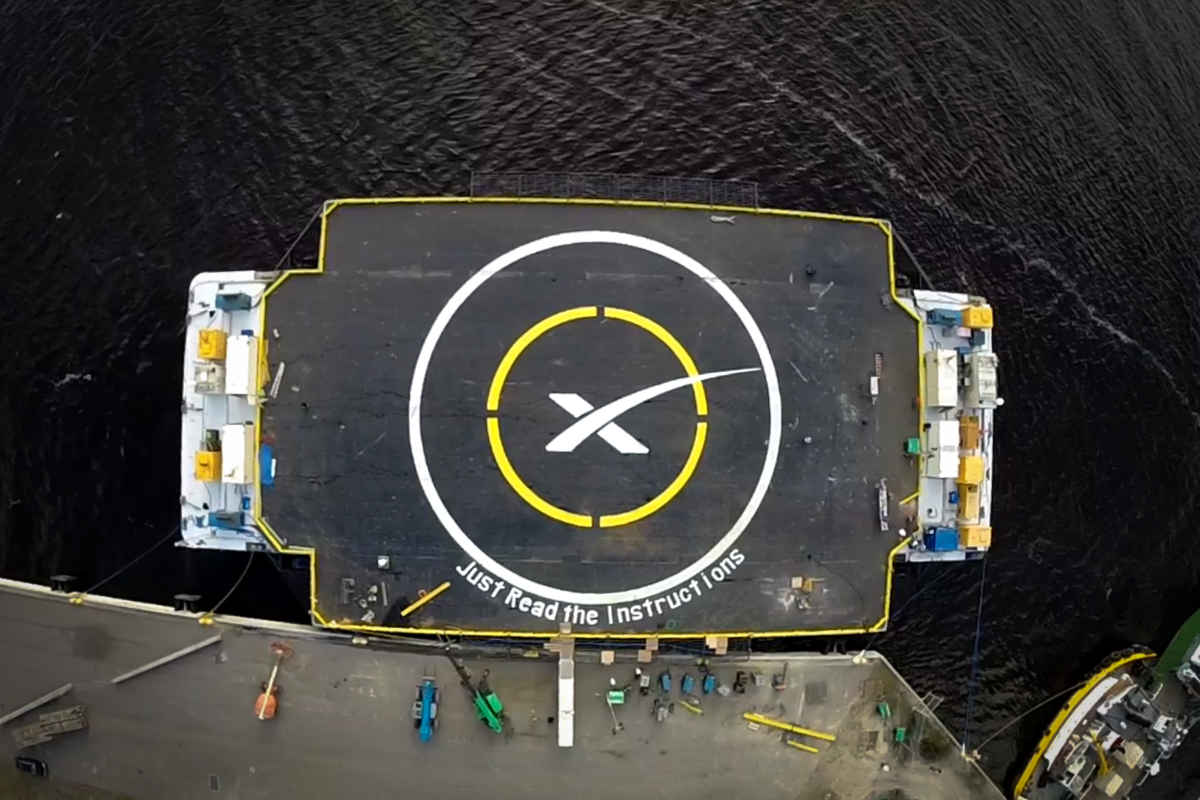
L'ASDS Just Read The Istructions ormeggiata al porto.

La Landing Zone 1 è una struttura per consentire l'atterraggio dei razzi Falcon in grado di tornare al sito di lancio, permettendo così il loro recupero. Situata presso l'ex complesso di lancio 13 della Cape Canaveral Air Force Station, è attiva dal 2015.

#### ASDS
L'Autonomous spaceport drone ship è la chiatta sulla quale atterrano gli stadi che non sono in grado di tornare al sito di lancio. Ne esistono due esemplari, nominate Of Course I Still Love You e Just Read The Instructions.

### Siti futuri

#### Vandenberg LC 4W
Il complesso di lancio 4 della base di Vandenberg, affittato dalla US Air Force dal 2015, permetterà al primo stadio del Falcon 9 di atterrare sulla terra ferma anche dopo le missioni partite dalla costa occidentale. Non sono state fornite informazioni sulla durata del contratto.

## Lanci suborbitali

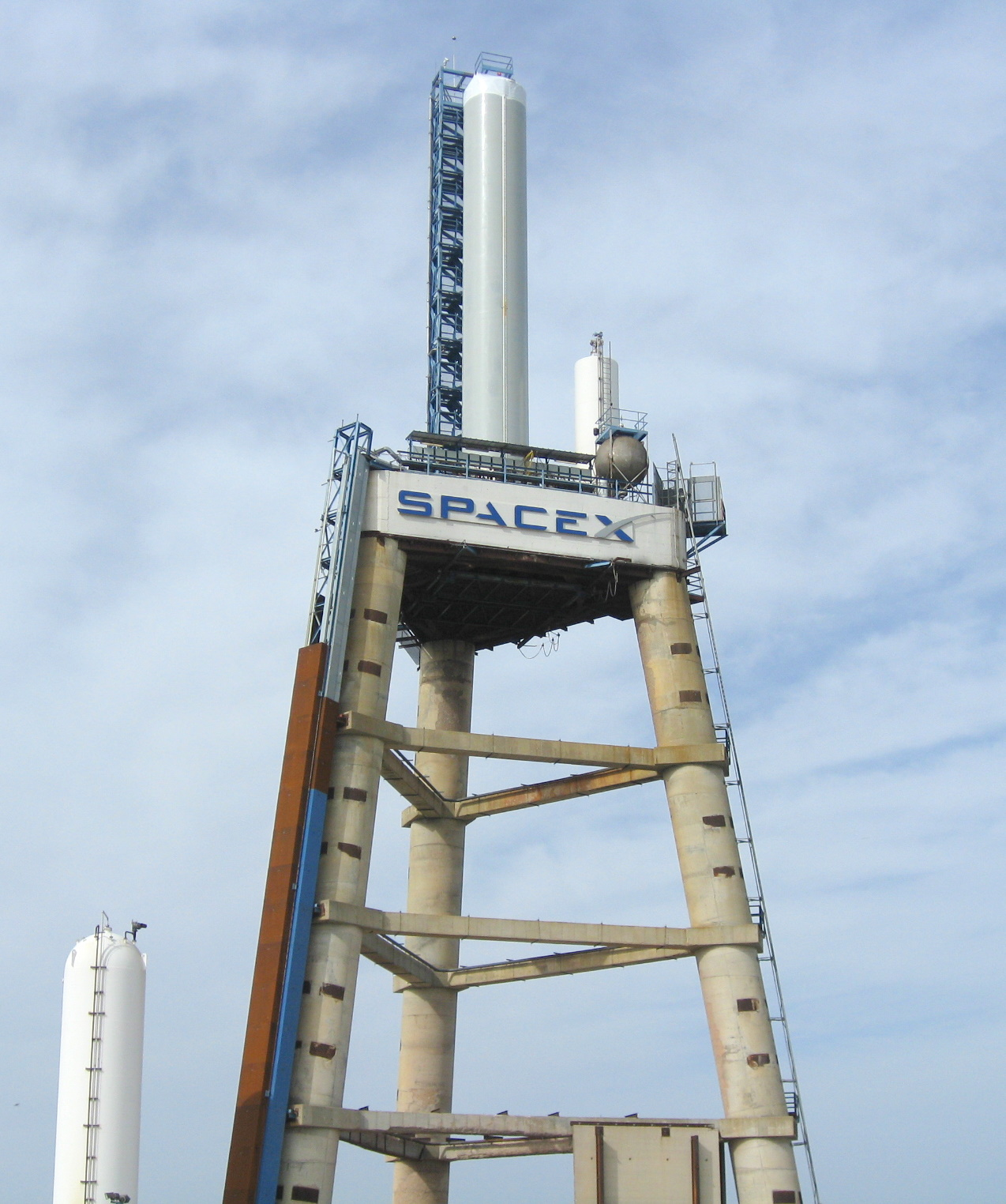
Una struttura di collaudo presso la base di McGregor

### Rocket development and test facility
La compagnia acquistò il centro sperimentale di McGregor, sorto su una fabbrica di bombe della seconda Guerra Mondiale, dalla Beal Aerospace dopo il suo fallimento nei primi anni 2000 nella località di McGregor in Texas. Ha riqualificato le varie strutture per testare i suoi prodotti, trasformato la struttura più grande nella piattaforma di collaudo per i motori del Falcon 9. Dall'acquisizione la SpaceX ha compiuto molti miglioramenti alla base, ne ha esteso la superficie acquisendo il terreno di numerose fattorie circostanti, nel 2011 ha costruito una rampa di 2000 m² per il programma di test del Grasshopper. Nel maggio 2015 la struttura si estendeva per 16 km².
La base di McGregor è utilizzata per la ricerca e sviluppo di nuovi motori è propulsori, oltre che per collaudare i prodotti finiti e i vari prodotti della filiera produttiva. Nonostante la SpaceX produca tutti i suoi motori agli stabilimenti di Hawthorne, tutti i prodotti vengono collaudati a McGregor prima di essere destinati a una missione operativa. Nell'ottobre 2012 c'erano sette edifici che testavano motori diciotto ore al giorno per sei giorni alla settimana, e ne erano in costruzione altri per poter reggere alla crescita della produzione.
(Jason Paur su Wired)
Nell'aprile 2013 i residenti furono avvisati che erano stati programmati i test dei molto più rumorosi booster equipaggiati dai nuovi Merlin 1D usati sui primi stadi del Falcon 9 v1.1, si sarebbe svolto un primo test da 10 secondi, seguito da uno della durata di una missione operativa pochi giorni dopo.
L'estensione della struttura era inizialmente di 1,04 km², più che raddoppiata nell'aprile 2011, raggiungendo i 2,4 km². A settembre 2013 le undici strutture di collaudo dei motori, la più grande alta 82 m, compivano una media di due test al giorno. A marzo 2015 il sito era cresciuto estendendosi per 16 km², erano stati condotti oltre 4000 test di accensione, di cui 50 di un primo stadio completo di 9 motori.
Dall'inizio delle missioni della Dragon, le capsule dopo il rientro vengono trasferite alla base per le operazioni di rimozione del carburante, pulizia e ricondizionamento per un potenziale riuso.
Nel maggio 2016 la città di McGregor ha introdotto regole più restrittive sui test dei Merlin, stadi di razzi e test di volo a bassa altitudine. La SpaceX non ha commentato pubblicamente se queste nuove regole influiranno sulle operazioni, né se sta valutando nuovi siti per condurle.

### High-altitude test facility
Parte del programma di sviluppo di un sistema di lancio riutilizzabile, la SpaceX ha annunciato nel maggio 2013 che i collaudi del F9R Dev1 – la versione del Grasshopper modificata per test ad alta quota – si sarebbero svolti allo Spaceport America, vicino a Las Cruces, New Mexico. Fu firmato un contratto di leasing per le strutture e il terreno del neonato spazioporto.
In precedenza l'azienda aveva previsto di condurre questi test presso la base militare di White Sands, anch'essa nei pressi dello Spaceport America.
Dopo la fine dei voli del Grasshopper, nell'ottobre 2013, è stata costruita una rampa di 900 m², 7 km a sud-est dell'edificio principale dello spazioporto, a cui vengono pagati 6600 $ al mese più 25000 $ per ogni volo.
A maggio 2014 la SpaceX aveva speso più di 2 milioni di dollari per costruire le infrastrutture necessarie, coinvolgendo più di venti aziende. A luglio del 2014 era previsto che il primo volo si sarebbe svolto entro la fine dell'anno, ma il 19 febbraio 2015 è stato annunciato che i test del F9R Dev2 non si sarebbero mai svolti in quanto i risultati dai primi voli del Falcon 9 v1.0 avevano dato risultati sufficienti.